# East Pacific Center
East Pacific Center — комплекс небоскрёбов в городе Шэньчжэнь, КНР. Срок строительства — с 2008 по 2013 год.

## Башня A
Башня A — самое высокое здание в комплексе, его высота составляет 306 метров. Строительство башни началось в 2008 году, было окончено в 2013 году. В небоскрёбе размещены исключительно квартиры и апартаменты. По состоянию на 2015 год является 76-м по высоте зданием в Азии и 99-м по высоте в мире.

## Башня B
Башня B — второе здание в комплексе, его высота составляет 261 метр. Строительство небоскрёба началось в 2008 году, и было завершено в 2013 году. Так же, как и в Башне A, в здании будут расположены квартиры и апартаменты.

## Башня C
Башня C — третье по высоте здание в комплексе, его высота составляет 206 метров. Его строительство началось 2007 году, и завершилось в 2010 году. В башне расположены офисы.

## Башня D
Башня D — четвёртое здание в комплексе по высоте, его высота составляет 155 м. Строительство башни началось в 2007 году, и завершилось в 2010 году. В здании расположены офисы.

## Галерея

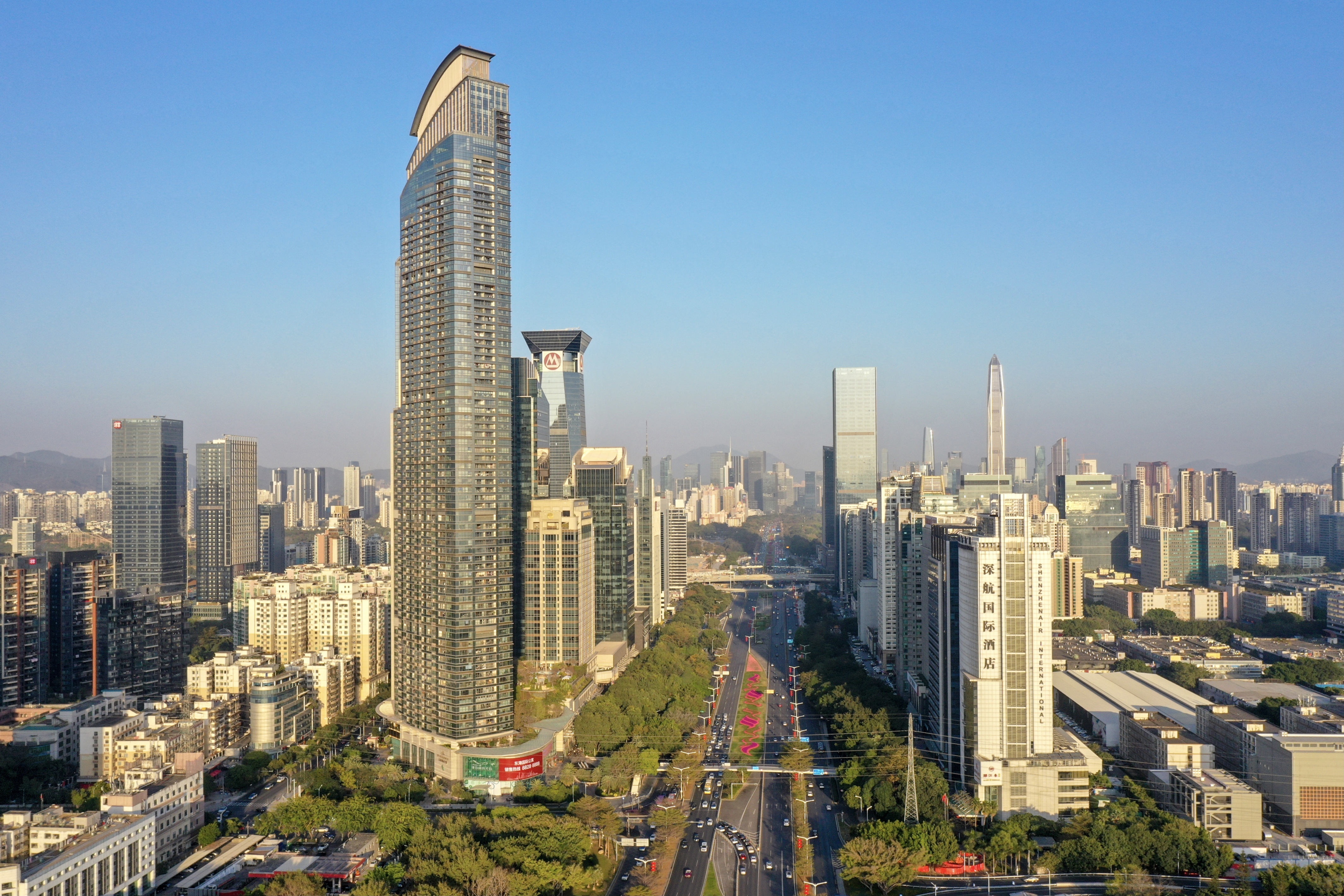
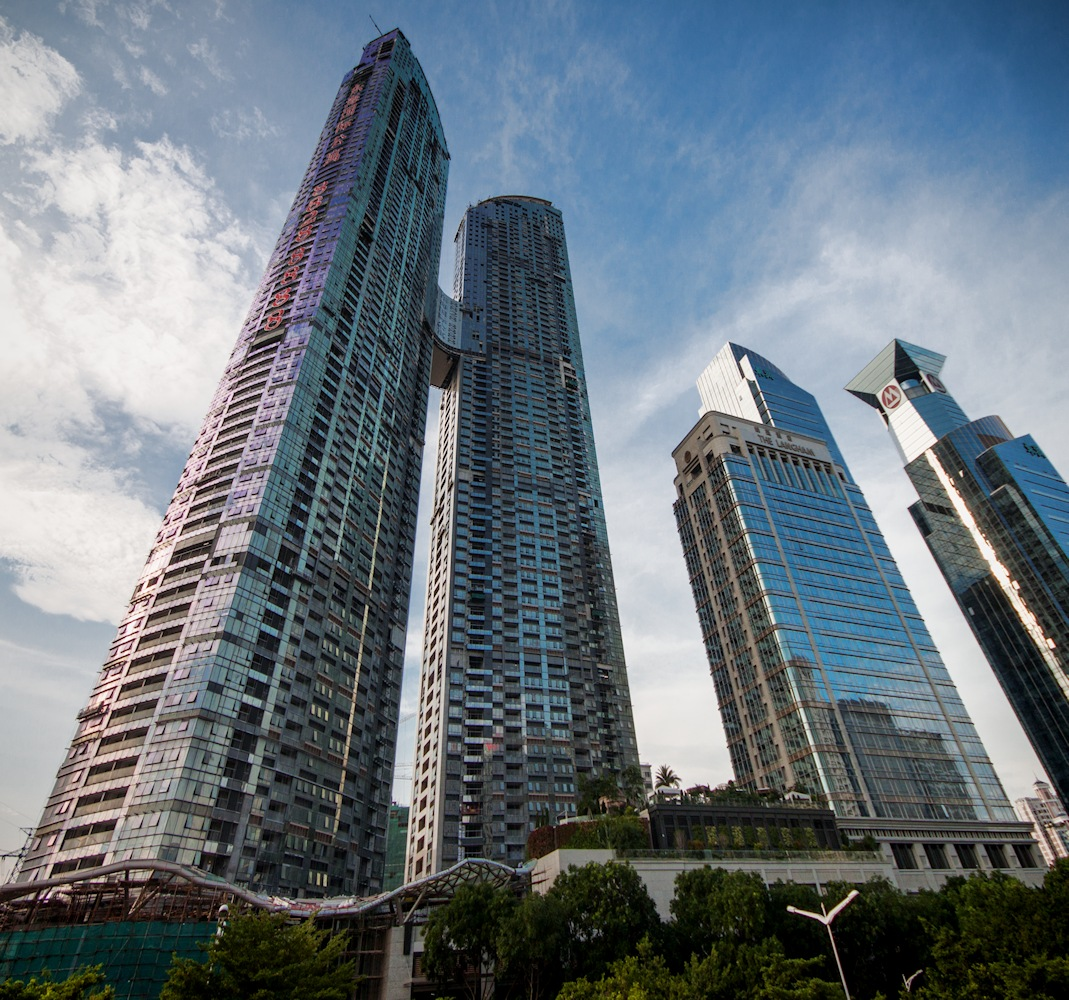
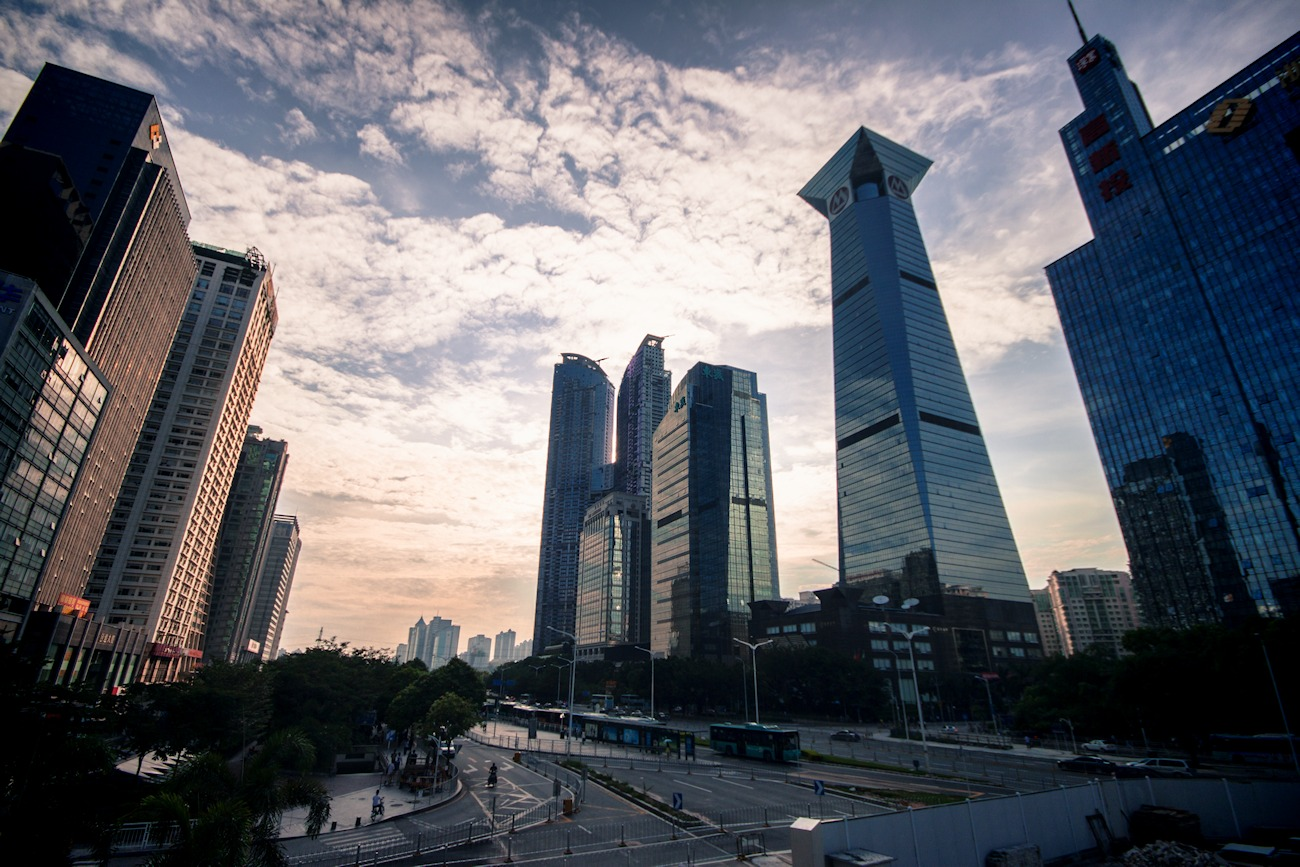